# Вегер, Лоренц
Лоренц Вегер (нем. Lorenz Wäger; род. 7 августа 1991, Санкт-Йоганн, Тироль) — австрийский биатлонист, Чемпион Европы по биатлону в эстафетной дисциплине..

## Медальный зачёт

### Чемпионат Европы по биатлону
Таблица медалей этого спортсмена на гонках такого уровня предоставлена ниже.
| Чемпионат Европы | Чемпионат Европы    | Чемпионат Европы | Чемпионат Европы |
| Год              | Место проведения    | Медаль           | Дисциплина       |
| ---------------- | ------------------- | ---------------- | ---------------- |
| 2014             | Нове-Место ( Чехия) | Золото           | Эстафета         |

### Кубок мира по биатлону
На гонках такого уровня спортсмен, по данным на 5 марта 2017 года, имеет 1 серебряную медаль в составе эстафеты.

### Чемпионат Австрии
По состоянию на 5 марта 2017 года на кубке мира спортсмен завоевал 1 золотую медаль в составе эстафеты, это событие произошло в 2017 году, 2 серебряных медали, заработанные на гонке преследования в 2012 году и в составе эстафеты в 2016 году. Также среди медалей есть и бронза, такого рода медаль заработана в 2016 году в составе эстафетной гонки.

## Биография
Дебютной гонкой для спортсмена на Кубке мира является гонка в Кэнморе, прошедшая 4 февраля 2016 года. Первую медаль на гонках подобного уровня спортсмен заработал лишь 5 марта 2017 года, это серебро в эстафетной гонке. За всю свою карьеру спортсмен ни разу не принял участие на Зимних олимпийских играх.